# Saint-Aignan (Loir-et-Cher)
Saint-Aignan – miejscowość i gmina we Francji, w Regionie Centralnym, w departamencie Loir-et-Cher.
Według danych na rok 1990 gminę zamieszkiwały 3672 osoby, a gęstość zaludnienia wynosiła 199 osób/km² (wśród 1842 gmin Regionu Centralnego Saint-Aignan plasuje się na 95. miejscu pod względem liczby ludności, natomiast pod względem powierzchni na miejscu 721.).